# Tagebuch einer Verlorenen (1912)
Tagebuch einer Verlorenen ist die (vermutlich) erste Verfilmung des 1905 in Berlin bei F. Fontane & Co. erschienenen Romans »Tagebuch einer Verlorenen. Von einer Toten« von Margarete Böhme. Er wurde ein weiteres Mal 1918 durch Richard Oswald und ein drittes Mal 1929 durch Georg Wilhelm Pabst verfilmt.

## Handlung
Thymian, die Tochter des verwitweten Apothekers Henning, wird von einem Angestellten des Vaters verführt und deswegen von der eigenen Familie verstoßen. Daraufhin gerät sie immer weiter ins soziale Abseits und rutscht in die Halbwelt ab. Erst die Heirat mit einem wesentlich älteren Grafen verschafft ihr wieder Zugang zur bürgerlichen Gesellschaft.
(Handlung nach Böhme)

## Hintergrund
Produzent war Alfred Duskes, Produktionsfirma war die Duskes-Filmfabriken GmbH. Berlin. Der Film entstand im Duskes-Glasatelier in der Blücherstraße 12. Die Produktionskosten beliefen sich auf 1.275 Mark (8.000 Euro). Der Film kam am 2. Dezember 1912 in die Kinos.
Der Film hatte eine Länge von drei Akten auf 1.275 Metern, ca. 70 Minuten.